# ビッビエーナ
ビッビエーナ (伊: Bibbiena) は、イタリア共和国トスカーナ州アレッツォ県にある、人口約12,000人の基礎自治体（コムーネ）。

## 地理

### 位置・広がり

#### 隣接コムーネ
隣接するコムーネは以下の通り。括弧内のFCはフォルリ＝チェゼーナ県所属を示す。
- バーニョ・ディ・ロマーニャ (FC)
- カステル・フォコニャーノ
- キウージ・デッラ・ヴェルナ
- オルティニャーノ・ラッジョーロ
- ポッピ

### 気候分類・地震分類
ビッビエーナにおけるイタリアの気候分類 (it) および度日は、zona E, 2287 GGである。
また、イタリアの地震リスク階級 (it) では、zona 2 (sismicità media) に分類される。

## 行政

### 分離集落
ビッビエーナには以下の分離集落（フラツィオーネ）がある。
- Banzena, Campi, Camprena, Candolesi, Farneta, Freggina, Gello, Giona, Gressa, Guazzi, Lonnano, Marciano, Partina, Pian del Ponte, Poggiolo, Ponte Bifolco, Querceto, Serravalle, Soci, Terrossola, Valchiusa

## 姉妹都市
- Boulazac、フランス、1989年-
- オクゼンフルト、ドイツ、2016年-